# جوشوا زتلر
يشوعا زتلر (بالعبرية: יהושע זטלר؛ 15 يوليو 1917 – 20 مايو 2009؛ ويُكتب لقبه أحيانًا "تسايتلر")، كان إسرائيليًا شغل منصب قائد منظمة ليحي (المعروفة أيضًا باسم عصابة شتيرن) في القدس، وهي جماعة صهيونية مسلحة تُصنَّف على نطاق واسع كجماعة إرهابية.
يُعتبر زتلر هو العقل المدبر والمخطط الرئيسي لعملية اغتيال الكونت السويدي فولكه برنادوت، التي وقعت في 17 سبتمبر 1948. وكان برنادوت حينها يعمل وسيطًا للأمم المتحدة بتكليف من مجلس الأمن، في أعقاب حرب 1948 بين العرب وإسرائيل.